# Frohnbach (Lohbach)
Der Frohnbach ist ein linker und nördlicher Zufluss des Lohbachs im Westerwald. Er ist knapp eineinhalb Kilometer lang und fließt innerhalb des Stadtgebiets von Hadamar im hessischen Landkreis Limburg-Weilburg.

## Geographie

### Verlauf
Der Frohnbach entspringt auf einer Höhe von 223 m ü. NHN im Gewann Auf der Heide. Er fließt zunächst stark begradigt ostsüdostwärts und knickt dann nach etwa einem halben Kilometer in Richtung Südosten ab. Anschließend wendet er sich in einem Bogen nach Südwesten und mündet schließlich, südwärts fließend, westlich vom Gertsberg und unweit der Landesgrenze zu Rheinland-Pfalz auf einer Höhe von etwa 182 m ü. NHN nahe der Pletschmühle in den Lohbach.

### Flusssystem Elbbach
- Fließgewässer im Flusssystem Elbbach

## Charakter
Der Frohnbach ist ein stark bis sehr stark von Menschen veränderter Bach. Während sein Oberlauf fast vollständig begradigt ist, fließt er auf seinem weiteren Weg leicht geschwungen.  
Der Frohnbach fließt abwechselnd durch Grünland, Äcker und Gärten, auch ein kleines Areal mit Laubwald kommt vor. Sein Uferbewuchs besteht vorwiegend aus Kraut- und Hochstaudenfluren. 
An seinem Oberlauf setzt sich sein Sohlensubstrat aus Ton und Lehm zusammen, am Mittellauf überwiegen größere Steine und Schotter und im Mündungsbereich wird er durch Schlick und Schlamm getrübt.